# Karel Doormanklasse
De Karel Doormanklasse is een serie van acht fregatten van de Koninklijke Marine. De schepen zijn alle vernoemd naar Nederlandse zeeofficieren. De schepen worden ook aangeduid als M-fregatten (multipurposefregatten).

## Schepen
| Naamsein | Naam                  | In dienst van/tot | Verkocht aan | Overdracht                                      | Nieuwe naam                       |
| -------- | --------------------- | ----------------- | ------------ | ----------------------------------------------- | --------------------------------- |
| F827     | Karel Doorman         | 1991-2006         | België       | 2007                                            | Leopold I (F930)                  |
| F828     | Van Speijk            | 1995-2021         |              | Tijdelijk uit de vaart wegens personeelstekort. |                                   |
| F829     | Willem van der Zaan   | 1991-2007         | België       | 2008                                            | Louise-Marie (F931)               |
| F830     | Tjerk Hiddes          | 1993-2006         | Chili        | 2007                                            | Almirante Riveros (FF 18)         |
| F831     | Van Amstel            | 1993-             |              |                                                 |                                   |
| F832     | Abraham van der Hulst | 1993-2004         | Chili        | 2005                                            | Almirante Blanco Encalada (FF 15) |
| F833     | Van Nes               | 1994-2008         | Portugal     | 2009                                            | Bartolomeu Dias (F333)            |
| F834     | Van Galen             | 1994-2009         | Portugal     | 2010                                            | D. Francisco de Almeida (F334)    |

## Achtergrond
De Multipurposefregatten (toen nog MP-fregat) kwamen voor het eerst voor in de Memorie van Toelichting bij de Defensiebegroting in 1977. Gedacht werd aan een goedkopere en kleinere variant van de Kortenaerklasse van maximaal 2700 ton waterverplaatsing (beladen). De schepen zouden voornamelijk gebruikt gaan worden voor escortetaken en onderzeebootbestrijding in de Noordzee. Vier schepen zouden gebouwd worden ter vervanging van de toen al zeer oude Roofdierklasse voor een gepland bedrag van 750 miljoen gulden.
Door diverse andere lopende projecten bij de Koninklijke Marine kreeg dit plan vooralsnog geen uitvoering. In de defensienota van 1984 werd de vervanging van de fregatten van de Van Speijkklasse voorzien. Integratie met het project vervanging Roofdierklasse leek een voor de hand liggende optie. Omdat de taken van de Van Speijks meer op de oceaan liggen werd het bestaande ontwerp van de MP fregatten te klein geacht. Het ontwerp werd vergroot (tot ruim 3200 ton), zodat er plaats was voor een grotere helikopter en een gesleepte sonar (TACTAS). Vier schepen werden voldoende geacht om de zes Van Speijks te vervangen, omdat de kleine Roofdieren ook al door vier aanzienlijk competentere schepen werden afgelost.
Aangezien er nogal wat tijd voorbij was gegaan sinds 1977 was er gelegenheid ervaringen met de Kortenaers én Britse ervaringen tijdens de Falklandoorlog te verwerken. Zo werden rompplaten in verschillende hoeken geplaatst om de radarreflectie te verminderen. In feite was er sprake van een geheel nieuw ontwerp door de Koninklijke Marine in samenwerking met scheepswerf De Schelde en ontwerpbureau Nevesbu.
Oorspronkelijk was het de bedoeling dat de nieuwe fregatten de Frieslandklasse zouden gaan heten. Provincienamen waren al eens eerder gebruikt voor de naamgeving van onderzeebootjagers. Uiteindelijk koos men toch weer voor de namen van zee-officieren.
Anders dan bij de Kortenaerklasse werden bij deze schepen nog tijdens de bouw wijzigingen in het ontwerp aangebracht. Zo werd in een later stadium actieve roer-stabilisatie aangebracht en werd besloten tot de plaatsing van een verticaal lanceersysteem voor de luchtdoelraketten, terwijl op de bouwtekeningen nog rekening werd gehouden met een Mk.29 lanceerinrichting (zoals op de andere fregatten).
Hoofddoel van de schepen was (en is) onderzeebootbestrijding op de Atlantische Oceaan, in samenwerking met andere schepen en met vliegtuigen. Tegelijk hebben ze een (beperkte) capaciteit voor luchtverdediging en bescherming tegen zeedoelen. Aangezien de marine de laatste jaren meer aandacht krijgt voor oorlogvoering op het land en in kustwateren (piraterij, inlichtingenvergaring) blijken deze schepen te complex. Thans heeft men meer behoefte aan (goedkopere) schepen, met minder bemanning, die kunnen opereren met helikopters en snelle rhibs.

## Details

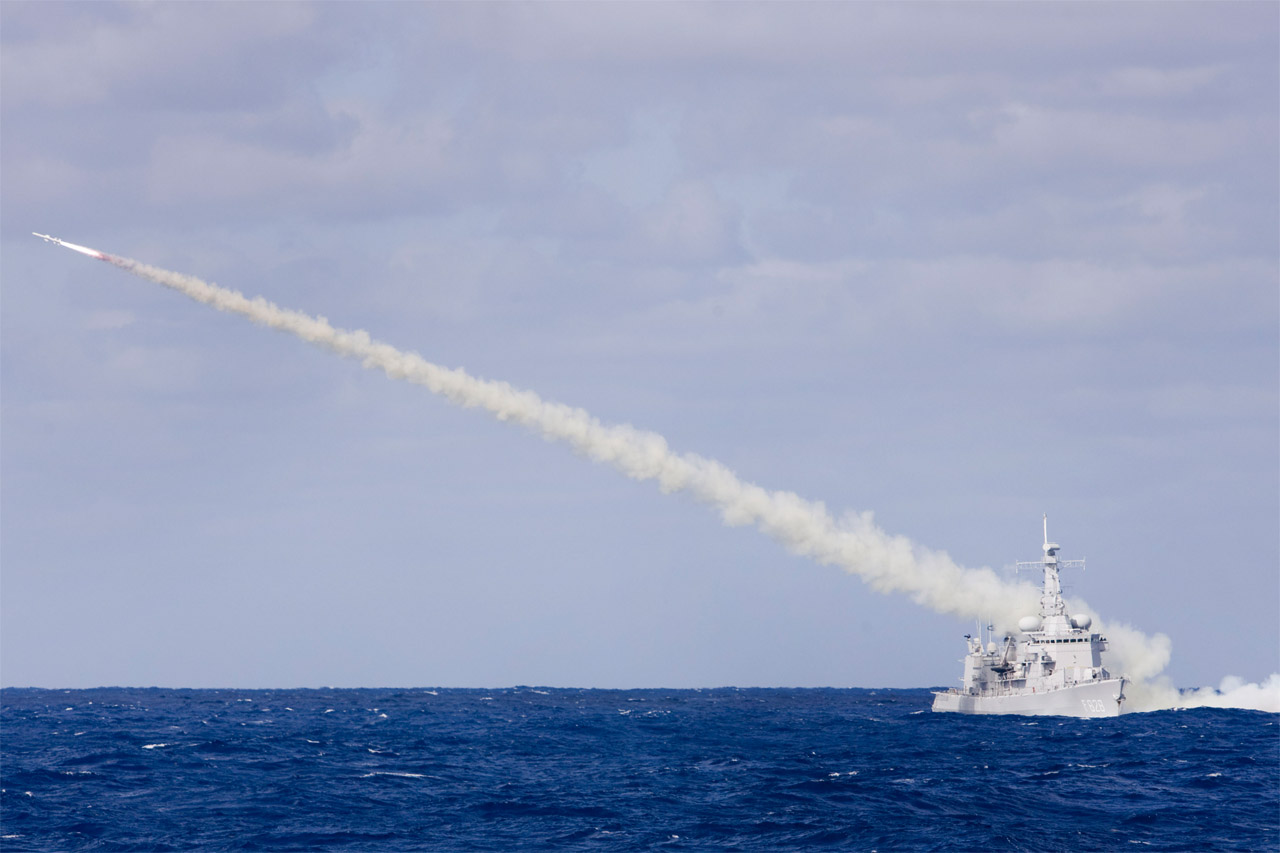
Hr.Ms. Van Speijk lanceert een Harpoon.

De M-fregatten werden in dienst gesteld in de periode 1991-1995. De schepen hebben een lengte van 122 meter en een waterverplaatsing van ongeveer 3200 ton. De bewapening bestaat uit een 76 mm-snelvuurkanon, lucht- en zeedoelraketten, anti-onderzeeboottorpedo's, een Goalkeeper kanon en enkele 12,7 mm-machinegeweren.
Onderzeeboten zouden op grotere afstand van het schip opgespoord en bestreden moeten worden dan voorheen het geval was. De schepen zijn dan ook ontworpen voor het gebruik van een grotere helikopter dan de Westland Lynx, die ten tijde van de start van de bouw (1984) de standaardhelikopter van de Marine Luchtvaartdienst was. In de defensienota 1984 werd dan ook voorzien dat vanaf 1988 acht grotere helikopters bij de marine in gebruik zouden komen, gelijktijdig met de M-fregatten.
Het plan voor deze acht helikopters is echter op de lange baan geschoven en uiteindelijk samengevoegd met de vervanging van de Lynx helikopter. Toen de marine omstreeks 1990 ging deelnemen in het NH90-helikopterproject heeft men bij het ontwerp van die helikopter rekening gehouden met de afmetingen van de hangar van de M-fregatten. Veel marge bood die niet, want het ontwerp van de NH90 is enkele malen bijgesteld, omdat hij te hoog dreigde te worden voor de krap bemeten hangar. Desondanks zal de hangar aanpassingen moeten ondergaan om de uiteindelijke productieversie van de NH90 te kunnen huisvesten.
Tot de komst van de NH90 zijn de schepen uitgerust met de Lynx helikopter. Enkele malen zijn schepen van dit type uitgerust met twee helikopters (twee Lynx of één Lynx en één Aérospatiale Alouette III van de Belgische Marine).
De bemanning telt tussen 150 en 160 personen.

## Verkopen

### Chili

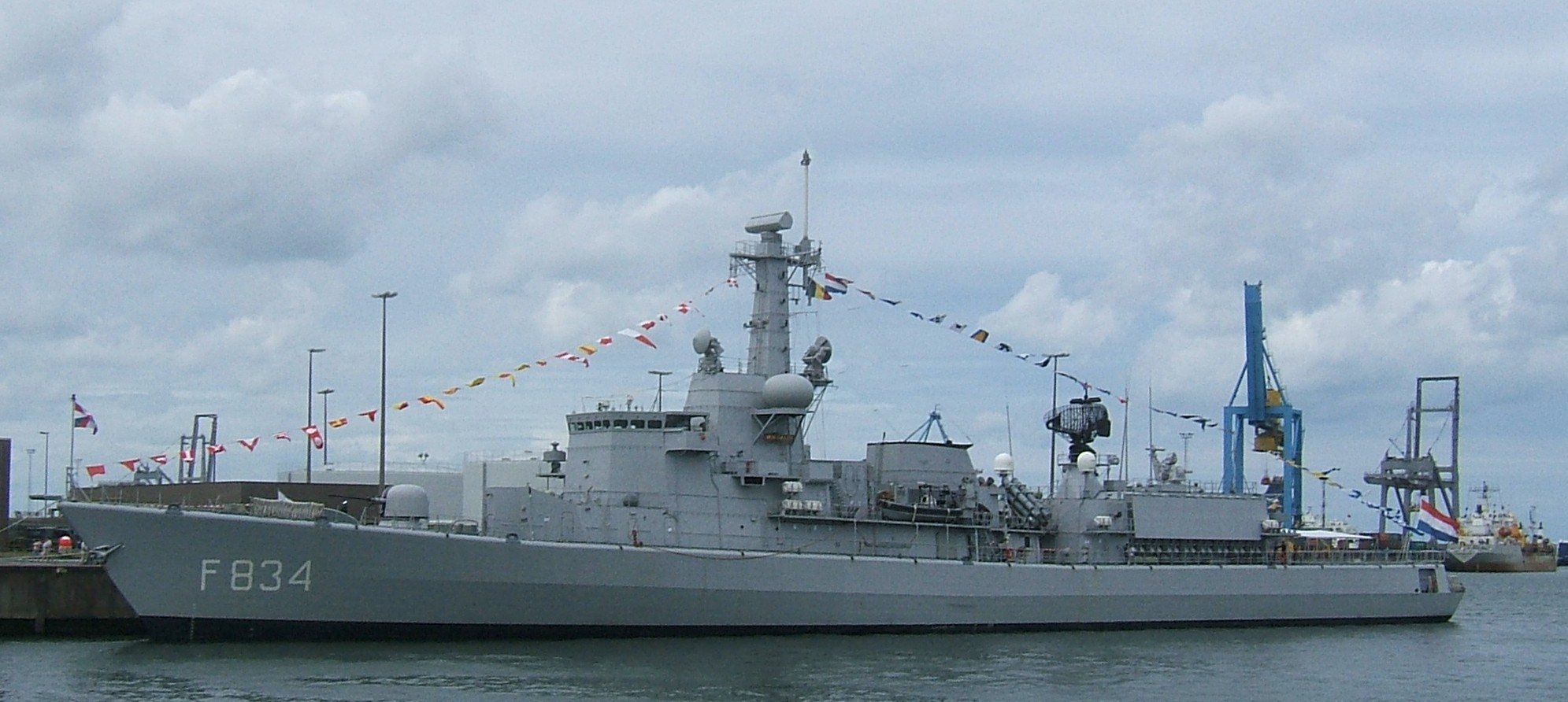
Van Galen (F834) in Zeebrugge

In november 2004 is Hr.Ms. Abraham van der Hulst uit dienst gesteld. Het schip is op 16 december 2005 aan de Chileense marine overgedragen en hernoemd in Almirante Blanco Encalada (FF 15). Op 3 februari 2006 is Hr.Ms. Tjerk Hiddes uit de sterkte afgevoerd als voorbereiding op de verkoop aan de Chileense Marine. Dit schip is op 18 april 2007 overgedragen en omgedoopt in Almirante Riveros (FF 18).
Voor gebruik in Chileense dienst is de hangar vergroot, zodat de fregatten kunnen opereren met één Cougar helikopter. De Goalkeeper is verwijderd, in Chili zullen de schepen nog worden voorzien van Phalanx-geschut.

### België
Op 22 december 2005 werd een overeenkomst getekend tussen de Staatssecretaris van Defensie en de Belgische minister van Landsverdediging over de verkoop van 2 M-fregatten. Het gaat hierbij om Hr.Ms. Karel Doorman, overgedragen op 29 maart 2007, en Hr.Ms. Willem van der Zaan, overgedragen op 8 april 2008. In Belgische dienst dragen deze schepen de namen Leopold I (F930) en Louise-Marie (F931). De schepen zullen enige aanpassingen ondergaan, onder meer aan het heli-dek voor de NH90 die de Belgische Defensie aangekocht heeft.

### Portugal
Op 1 november 2006 werd bekend dat de Portugese minister van Defensie, Nuno Severiano Teixeira, een contract ondertekende voor de aankoop van de Van Nes en Van Galen. De fregatten zijn op 16 januari 2009 en 15 januari 2010 aan Portugal overgedragen. De nieuwe namen zijn Bartolomeu Dias (F333) en Francisco de Almeida (F334).

## Modernisering
De Marinestudie 2005, waarin de verkoop van vier fregatten aan Portugal en België mogelijk werd gemaakt, voorzag tevens in de modernisering van de resterende twee fregatten. Dit is het Instandhoudingsprogramma M-fregatten. Dit wordt uitgevoerd samen met de Belgische marine, die haar twee M-fregatten op dezelfde wijze moderniseert. Bij alle vier schepen wordt dit uitgevoerd door het Marinebedrijf en delen door Damen Shipyards. Naast vergroting van helidek en -hangar (ten behoeve van van de NH90-helikopter) behelst het project de totale vervanging van het gevechtscomputersysteem en omliggende systemen, implementatie van nieuwe communicatiesystemen en verbetering van de sensorsystemen, die de schepen beter in staat moet stellen in kustwateren te opereren, de zogenaamde 'brown water operations'. Dit opereren vlak onder de kust vereist andere sensoren dan op volle zee, zoals detectie voor zwemmende strijders en kleine bootjes, ook bij radiostilte.
De Koninklijke Marine tekende in 2011 overeenkomsten voor de aanschaf van twee Seastar-systemen en drie Gatekeepers. De Seastar is een radar voor oppervlaktesurveillance, de Gatekeeper een waarnemingssysteem voor (zeer) kleine doelen in kustwateren en havens. De derde Gatekeeper is bestemd voor het amfibisch transportschip Johan de Witt. Begin april 2012 verliet het eerste schip, Hr.Ms. Van Speijk, het marinebedrijf. Tot eind 2012 volgde het schip een intensief test- en beproevingsprogramma, en erna een opwerkprogramma, zodat het schip in 2013 weer operationeel kon zijn met alle nieuwe sensoren. Het tweede schip ging half 2011 de modernisatieoperatie in, waarna elk jaar nog een schip volgde.

## Buiten dienst
Zr.Ms. Van Speijk gaat vanaf zomer 2021 uit de vaart. De oorzaak is een tekort aan personeel.

## Vervanging M-fregatten
De huidige twee M-fregatten bereiken in 2018/2023 het einde van hun levensduur. In 2013 startte het Ministerie van Defensie een onderzoek naar vervanging van deze fregatten.

### Eerste modellen
In november 2013 werd op een techbase in Amsterdam een 3D-geprint model van een van de studies aan het publiek getoond. De schepen zouden net zoals hun voorgangers Multipurposefregatten worden met als hoofdtaak onderzeebootbestrijding. Deze nieuwe fregatten krijgen net als de Hollandklasse een geïntegreerde mast gefabriceerd door Thales. Eerst was de geplande datum voor de vervanging van de M-fregatten rond het jaar 2020 maar Minister van Defensie Jeanine Hennis-Plasschaert heeft deze datum naar het jaartal 2023 verplaatst.

### Order opvolger geplaatst
In juni 2018 werd bekend dat Nederland en België samen optrekken bij het vervangen van hun M-fregatten. De opdracht voor de bouw van vier nieuwe Anti-Submarine Warfare Frigates is gegund aan Damen Schelde Naval Shipbuilding en Thales Nederland.